# The bride said no
The bride said no is het tweede studioalbum dat Nad Sylvan opnam voor InsideOut Music. Het album kwam tot stand tijdens een pauze in de concertreeksen van Steve Hackett, bij wie Sylvan optreedt als zanger. Het album is "her en der" opgenomen, waarbij Hackett als gastmusicus optrad. Nad Sylvan gaat met het album verder in zijn rol als vampiraat, kruising tussen vampier en piraat. 

## Musici
- Nad Sylvan – toetsinstrumenten, gitaar, zang
- Jade Ell – zang (1, 2, 4, 5, 7, 8)
- Sheona Urquhart – zang (1, 2, 4, 5, 7, 8)
- Tania Doko – zang (2, 8)
- Steve Hackett – gitaar (5, 6, 7, 8)
- Guthrie Govan – gitaar (5)
- Roine Stolt – gitaar (6)
- Jonas Reingold – basgitaar (2, 4, 6, 8); gitaarriff (4)
- Tony Levin – Chapman stick, basgitaar (3, 5, 7)
- Nick D’Virgilio – drumstel (2, 4, 6, 8)
- Doanne Perry – drumstel (3, 5, 7)
- Alfons Karabula – waterfoon (3)
- Anders Wollbeck – geluidseffecten, orkestratie, toetsinstrumenten (1, 2, 3, 4, 6, 8)

## Muziek
| Nr. | Titel                                     | Duur  |
| --- | ----------------------------------------- | ----- |
| 1.  | Bridesmaids (Sylvan)                      | 1:14  |
| 2.  | The quartermaster (Sylvan, Martin Skog)   | 5:38  |
| 3.  | When the music dies (Sylvan, Wollbeck)    | 7:00  |
| 4.  | The white crown (Sylvan)                  | 6:16  |
| 5.  | What have you done (Sylvan, Ell)          | 8:29  |
| 6.  | Crime of passion (Sylvan, Wollbeck)       | 6:01  |
| 7.  | A French kiss in an Italian cafe (Sylvan) | 6:00  |
| 8.  | The bride said no (Sylvan)                | 19:25 |

In The bride said no (12:26) zit de “hidden track” Black sheep (5:00), die volgt na een tweetal minuten stilte. The quartermaster dateert oorspronkelijk uit 1989.